# Rifle (Colorado)
Pour les articles homonymes, voir Rifle.
Rifle est une ville américaine située dans le comté de Garfield dans le Colorado.
Selon le recensement de 2010, Rifle compte 9 172 habitants. La municipalité s'étend sur 5,67 milles carrés (14,69 km2), dont 5,61 milles carrés (14,53 km2) de terres.
Le nom de la ville fait référence au Rifle Creek, nommé ainsi par des soldats ayant laissé leur fusil (rifle en anglais) près dudit ruisseau.

## Démographie
| 1900 | 1910 | 1920 | 1930  | 1940  | 1950  |
| ---- | ---- | ---- | ----- | ----- | ----- |
| 273  | 698  | 865  | 1 287 | 1 373 | 1 525 |

| 1960  | 1970  | 1980  | 1990  | 2000  | 2010  |
| ----- | ----- | ----- | ----- | ----- | ----- |
| 2 135 | 2 150 | 3 215 | 4 636 | 6 784 | 9 172 |

## Personnalités liées à la ville
- Lauren Boebert (1986-), femme politique américaine, y possédait un restaurant.